# RTL Ski Jumping 2007
RTL Ski Jumping 2007; RTL Skispringen 2007 – ósma i ostatnia część serii gier komputerowych RTL Ski Jumping o skokach narciarskich. Licencjonowany produkt FIS. Zawiera 41 obiektów w tym, skocznie igelitowe i nocne. W grze gracz startuje w trzech ligach: juniorskiej, amatorskiej i profesjonalnej. Na początku w trybie kariery gracz zaczyna jako szesnastolatek. Umiejętności podnosi poprzez trening. Wpływ na skoki ma również sprzęt i jakość nawoskowania nart. Ten zdobywany jest poprzez awanse na kolejne poziomy umiejętności i zaliczanie wyzwań takich jak np. skok powyżej 225 metra. Oprócz startów w zawodach, pieniądze gracz może zdobyć na wiele sposobów: dzięki zakładom bukmacherskim, sponsorom i wygranych w quizie.
Dzięki zwycięstwom zawodnik awansuje do kolejnych, wyższych lig. Gra zawiera samouczek pozwalający szybkie zapoznanie się z nią nawet początkującym. W rozgrywce uczestniczą wyłącznie fikcyjni zawodnicy. W porównaniu z poprzednią wersją w tej można kontrolować zawodnika również przy odjeździe i wyhamowaniu. Edycja 2007 cechuje się także mroczniejszą grafiką.